# Mittelmeer-Kleinwühlmaus
Die Mittelmeer-Kleinwühlmaus (Microtus duodecimcostatus) ist eine Art aus der Gattung der Feldmäuse, die im Jahr 1839 von Sélys-Longchamps wissenschaftlich erstbeschrieben wurde.

## Merkmale
Die Art erreicht eine Kopf-Rumpf-Länge von 80 bis 111 Millimeter und ein Gewicht von 19 bis 32 Gramm. Die Schwanzlänge liegt zwischen 23 und 35 Millimeter. Die Hinterfußlänge beträgt 15 bis 19 Millimeter, die Ohrlänge 7 bis 10 Millimeter und die Condylobasallänge 20,8 bis 25,5 Millimeter. Die Mittelmeer-Kleinwühlmaus ist geringfügig größer und kräftiger als Microtus subterraneus. Ihr Fell ist samtig und dicht. Auf der Oberseite ist es heller und gelblicher, während es auf der Unterseite silbergrau ist. Der Schwanz ist einfarbig grau. Es ist ein Fall eines vollständig albinotischen Exemplars aus einer natürlichen Population bekannt. Die kleinen Ohren sind teilweise durch die Haare verdeckt. Der Molar M³ weist auf der Innenseite drei Falten auf. Auf der Außenseite sind die drei Falten unterschiedlich groß, die beiden äußeren sind länger als die innere.
Die Chromosomenzahl beträgt 2n = 62. NF = 76-82.

## Vorkommen

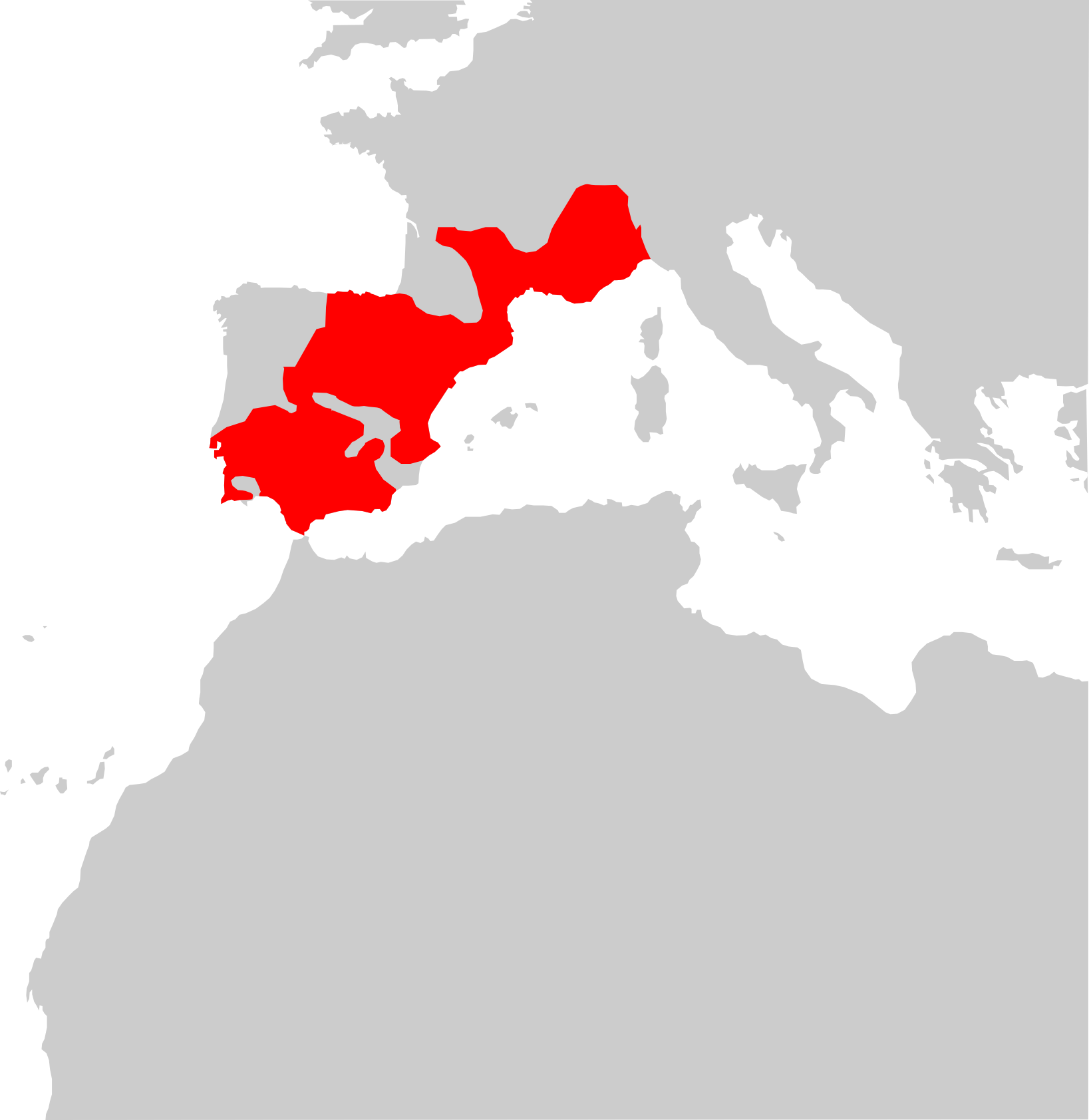
Verbreitungsgebiet (rot)

Die Mittelmeer-Kleinwühlmaus kommt in offenen Lebensräumen vor, deren Boden tiefgründig und weich genug für die Grabtätigkeit ist. Sie besiedelt auch stark anthropogen geprägte Lebensräume wie Garrigue, Gärten und Äcker. Die Art hält verglichen mit anderen Wühlmäusen hohe Temperaturen und Trockenheit besser aus. Sie kommt ab Meereshöhe vor und ist in der Sierra Nevada bis in eine Höhe von 2250 Meter anzutreffen. Ihr Verbreitungsgebiet umfasst den Süden Frankreichs und fast die gesamte Iberische Halbinsel, sie fehlt nur in deren Nordwesten.

## Lebensweise
Die Mittelmeer-Kleinwühlmaus ist sehr wühlfreudig  und in ihrem Verbreitungsgebiet die Wühlmausart, die am weitestgehendsten unterirdisch lebt. Die Art ist hauptsächlich nacht- und dämmerungsaktiv, manchmal aber auch tagsüber. Ihre Nahrung besteht aus Gräsern und anderen krautigen Pflanzen, manchmal auch aus Rinde und Früchten.

## Bestand und Gefährdung
Die Mittelmeer-Kleinwühlmaus ist häufig und wird in Teilen ihres Verbreitungsgebietes als Schädling in der Landwirtschaft betrachtet, insbesondere in Obstanbaugebieten. Der Bestand gilt als stabil. Die Art wird daher von der IUCN als ungefährdet („least concern“) eingestuft.

## Belege
- Stéphane Aulagnier, Patrick Haffner, Anthony J. Mitchell-Jones, François Moutou, Jan Zima: Die Säugetiere Europas, Nordafrikas und Vorderasiens. Der Bestimmungsführer. Haupt, Bern u. a. 2009, ISBN 978-3-258-07506-8.
- Microtus duodecimcostatus in der Roten Liste gefährdeter Arten der IUCN 2011. Eingestellt von: Aulagnier, S. & Palomo, L.J., 2008. Abgerufen am 15. August 2011.